# Vallisneria spiralis
Vallisneria spiralis är en dybladsväxtart som beskrevs av Carl von Linné. Vallisneria spiralis ingår i släktet Vallisneria och familjen dybladsväxter. IUCN kategoriserar arten globalt som livskraftig. Inga underarter finns listade.

## Bildgalleri

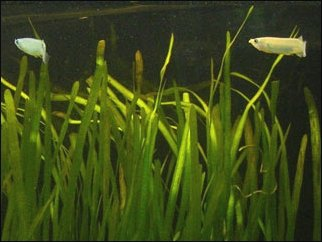
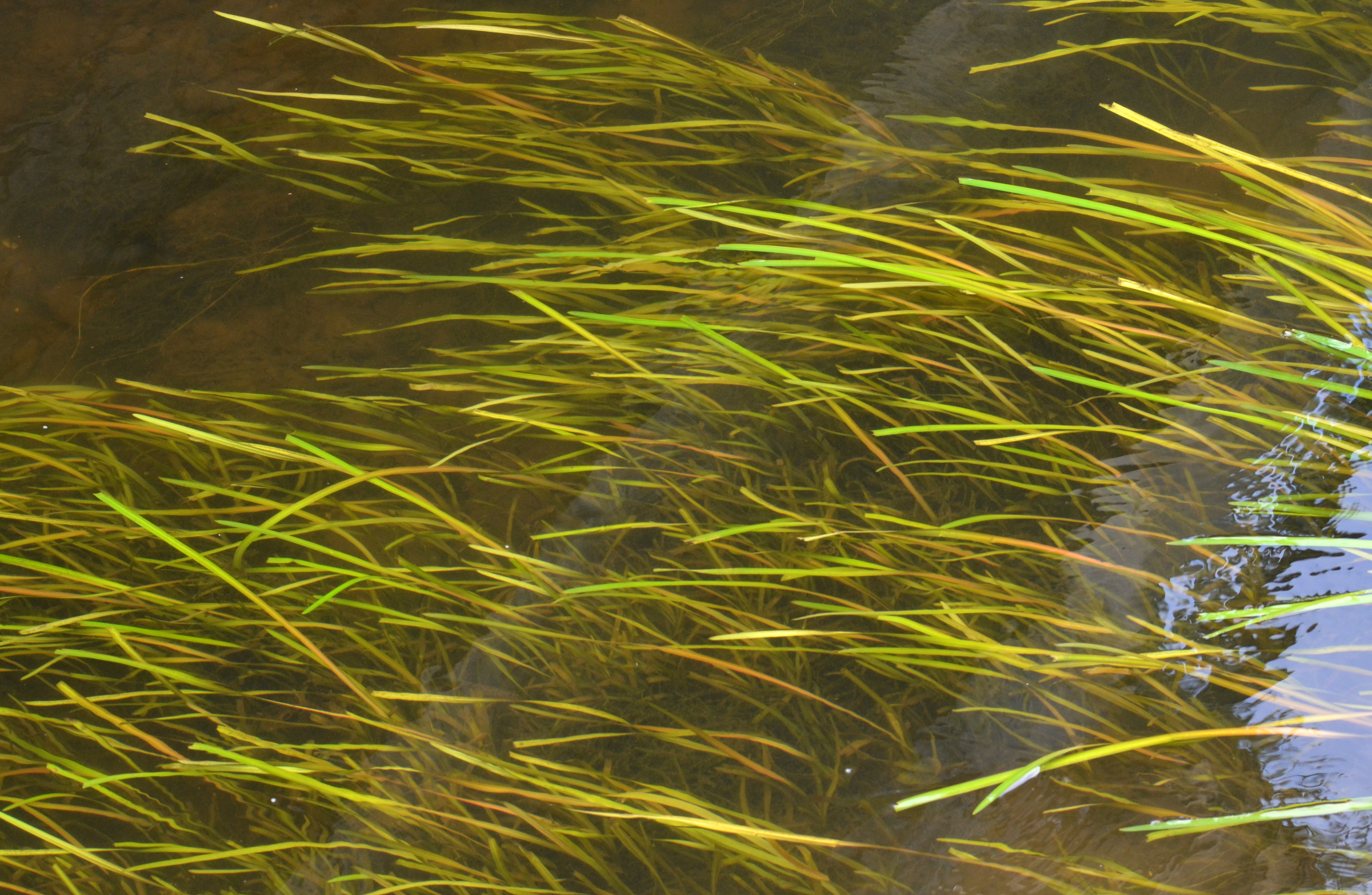
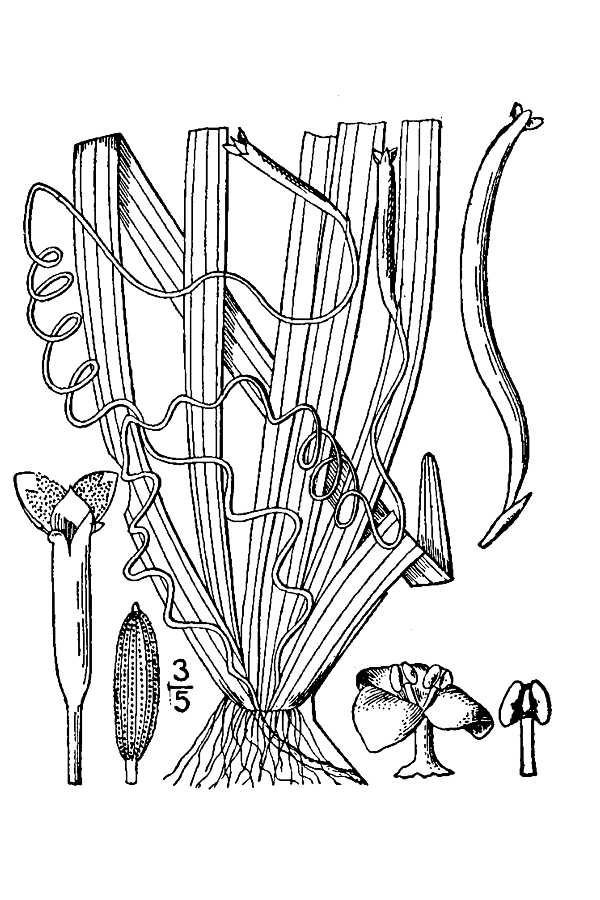